# Nickender Lauch
Der Nickende Lauch (Allium cernuum), auch Überhängender Lauch genannt, ist eine Pflanzenart aus der Gattung Lauch (Allium) in der Unterfamilie der Lauchgewächse (Allioideae) innerhalb der Pflanzenfamilie der Amaryllisgewächse (Amaryllidaceae). Sie ist in Nordamerika verbreitet und wird als Zierpflanze verwendet.

## Beschreibung

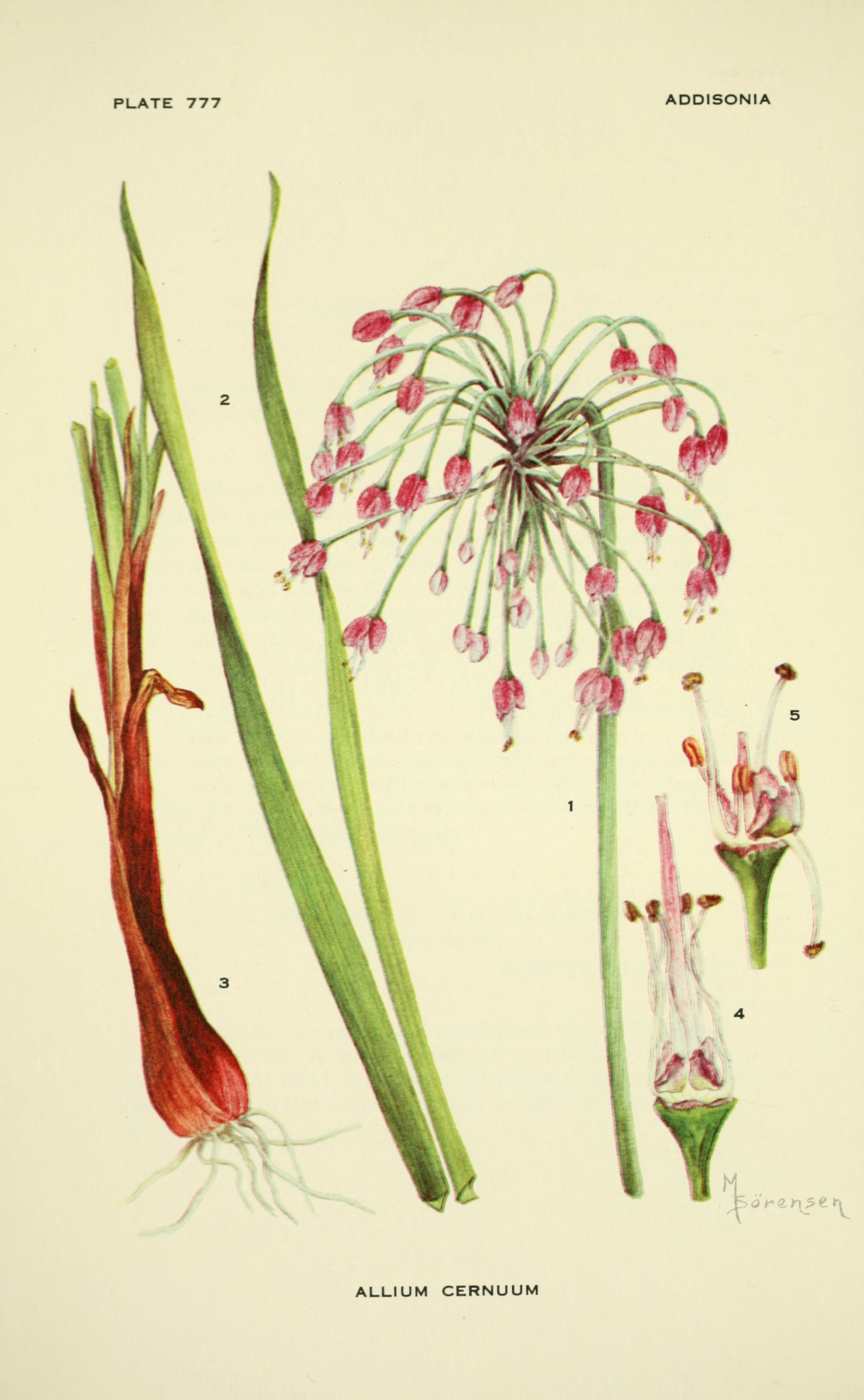
Illustration aus dem Journal Addisonia des New York Botanical Garden, 1923

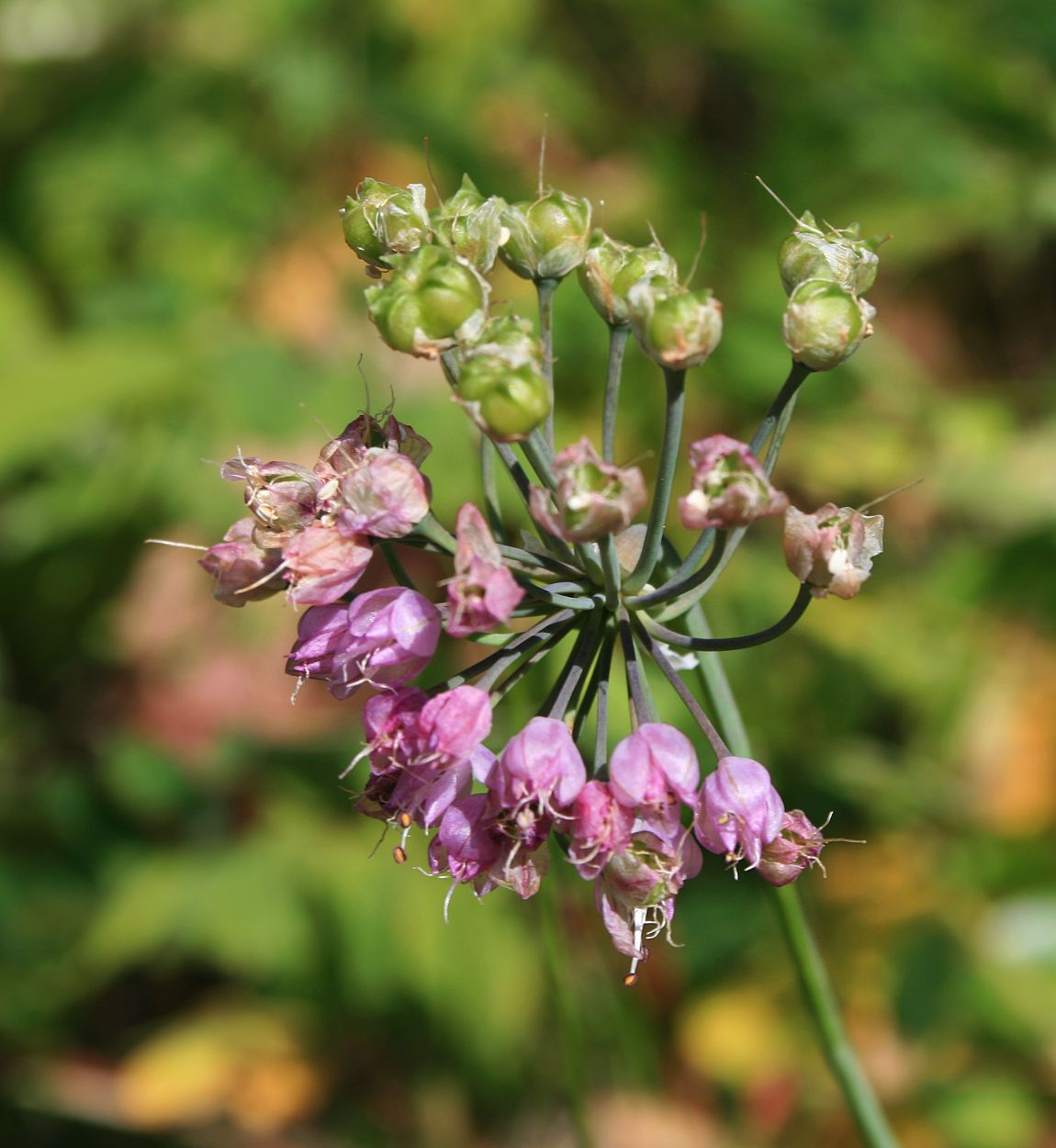
Älterer Blütenstand mit reifenden Kapselfrüchten

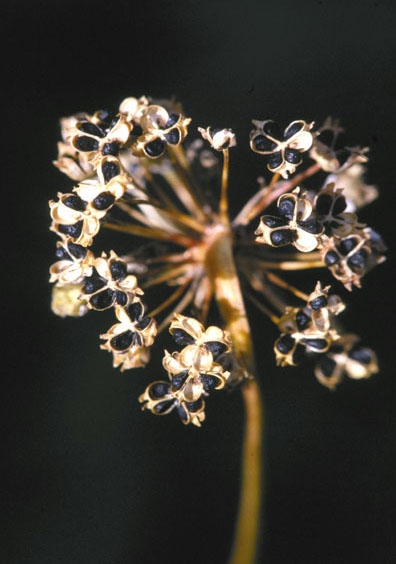
Fruchtstand mit reifen Kapselfrüchten in denen schwarze Samen sind

Der Nickende Lauch ist variabel in Wuchshöhe, Blattbreite und Blütenfarbe.

### Vegetative Merkmale
Der Nickende Lauch ist eine ausdauernde krautige Pflanze, die Wuchshöhen von 30 bis 70 Zentimetern erreicht. Die Zwiebeln sitzen meist zu mehreren dicht auf einem kurzen Rhizom und bilden einen Horst. Die grauen Zwiebeln sind länglich. Unter der grauen Außenhülle befinden sich weitere, rosa oder rötliche, fein gestreifte Hüllen.
Die vier bis fünf einfachen, grundständigen, dunkelgrünen Laubblätter mit bodennahen Blattscheiden sind schmal riemenförmig, etwa 10 bis 20 Zentimeter lang, 1 bis 6 Millimeter breit und flach. Die Laubblätter sind wintergrün und bleiben meist über die Blütezeit hinaus noch frisch.

### Generative Merkmale
Die Blütezeit reicht von Juni bis Juli. Der Nickende Lauch kann zwei oder mehr Blütenstände nacheinander aus einer Zwiebel hervorbringen. Brutzwiebeln treten im Blütenstand nicht auf. Der bei einem Durchmesser von bis zu 6,5 Zentimetern halbkugelige, doldige Blütenstand hängt an einem in der Nähe des Scheitels abrupt gebogenen Stängel und ist von zwei ausdauernden, zugespitzten, schnabellosen Hüllblättern umgeben. Der Blütenstand enthält 25 bis 40 Blüten. Die Blütenstiele sind 6 bis 25 Millimeter lang. Die zwittrige Blüte ist dreizählig und becherförmig. Die mehr oder weniger intensiv rosa oder selten weißen Blütenhüllblätter sind bei einer Länge von 4 bis 6 Millimetern elliptisch bis eiförmig.
Die gelben oder rosafarbenen Staubblätter überragen die Blütenhüllblätter. Die drei Fruchtblätter sind zu einem oberständigen, abgeflachten, mehr oder weniger dreieckigen, auffallend gekrönten Fruchtknoten verwachsen, der oben sechs kammartige Auswüchse aufweist.
Die Blütenstiele verlängern sich zur Fruchtzeit und biegen sich dann in der Nähe des Ansatzpunktes abrupt nach oben. Die schwarzen Samen sind matt bis glänzend.

### Chromosomensatz
Die Chromosomengrundzahl beträgt x = 7; es liegt Diploidie mit einer Chromosomenzahl von 2n = 14 vor.

## Unterscheidung eng verwandter Arten
Bei den beiden Arten Allium stellatum und Allium cernuum ist der Blütenstand in der Knospe nickend, bei Allium stellatum aber während der Anthese aufrecht. Bei Allium cernuum bleibt der Stängel in der Nähe der Spitze dauerhaft gebogen. Weitere Unterscheidungsmerkmale sind die Form der Zwiebel (länglich bei Allium cernuum, eiförmig bei Allium stellatum) und die Form der Blütenhülle. Diese ist bei Allium cernuum becherförmig und bei Allium stellatum sternförmig.

## Vorkommen
Der Nickende Lauch ist die am weitesten verbreitete Lauchart Nordamerikas und kommt vom westlichen und südlichen Kanada über die USA bis ins nordöstliche Mexiko vor. In Großbritannien gilt er als eingebürgert.
In seinem natürlichen Verbreitungsgebiet besiedelt Allium cernuum trockene bis mäßig feuchte Felshänge, Grashänge, Wiesen und offene Trockenwälder in kühlen submontanen bis alpinen Höhenstufen in Höhenlagen von 600 bis 3500 Metern.

## Systematik
Die Erstveröffentlichung von Allium cernuum erfolgte 1798 durch Albrecht Wilhelm Roth in Archiv für die Botanik, Band 1, Teil 3, S. 40. Das Artepithetum cernuum bedeutet „überhängend“, „nach vorn geneigt“, und bezieht sich hier auf den nach unten gebogenen Blütenstand.
Homotypische Synonyme von Allium cernuum sind Calliprena cernua (Roth) Salisb., Cepa cernua (Roth) Moench und Gynodon cernuum (Roth) Raf. Heterotypische Synonyme von Allium cernuum sind Allium allegheniense Small, Allium oxyphilum Wherry und Allium recurvatum Rydb.
Die Art  Allium cernuum gehört zur Sektion Lophioprason Traub der Untergattung Amerallium Traub aus der Gattung Allium. Allium cernuum ist eng verwandt mit Allium stellatum.

## Verwendung
Der Nickende Lauch wird zerstreut als Zierpflanze verwendet und eignet sich für Kiesgärten, Steingärten und Steppenpflanzungen an sonnigen, warmen Standorten mit durchlässigem Boden. Bei sehr trockenem Boden ist ein halbschattiger Standort vorzuziehen. Ansonsten ist die Pflanze anspruchslos und eignet sich auch als Schnittblume. Der Nickende Lauch gilt als winterhart bis −34 °C (Zone 4). Der Nickende Lauch gilt als eleganter, grasartiger Zierlauch, der durch seine nickenden, leuchtenden Blütenstände ein eigenständiges Erscheinungsbild hat. Er kann auch den Vordergrund von Staudenrabatten bereichern und eignet sich zum Verwildern zwischen niedrigen Ziergräsern, mediterranen Halbsträuchern und Polsterpflanzen sowie zur Dachbegrünung. Die Sorte ‘Hidcote’ ist höher, robuster und hat größere Blüten als die Art, ‘White Master’ hat rein weiße Blüten.
Der Nickende Lauch war bei indigenen Völkern des nordwestlichen Nordamerikas ein beliebtes Nahrungsmittel, das roh verzehrt, über offenem Feuer geröstet oder über Nacht in Erdöfen gedämpft wurde. Alle Teile des Nickenden Lauchs riechen beim Anschneiden zwiebelartig und können wie Knoblauch zum Würzen von Speisen verwendet werden, gelten aber nicht mehr als kulinarisch wertvoll.